# Arroyo Turquesa
El arroyo Turquesa es un curso de agua que se encuentra en Barreal, Provincia de San Juan, Argentina. Fluye desde el cerro Mercedario, a 3800 m s. n. m. (metros sobre el nivel del mar), más precisamente en el glaciar Caballito, donde se localiza el nacimiento del arroyo. La existencia de cobre en el lugar pigmenta las rocas del fondo y así se produce dicho color.